# Krásňanská kotlina
Krasňanská kotlina je geomorfologický podcelek Kysucké vrchoviny. Zabírá nejsevernější část území v údolí Kysuce v okolí města Krásno nad Kysucou.

## Vymezení
Zabírá severní část Kysucké vrchoviny a je jejím nejmenším podcelkem. Na severu a východě sousedí Kysucké Beskydy s podcelky Rača a Javorský Beskyd, západním směrem na krátkém úseku sousedí Hornokysucké podolie (podcelek Turzovské vrchoviny ) a nad údolí vystupují Javorníky s podcelky Vysoke Javorníky a Nízke Javorníky. Jižním směrem pokračuje Kysucká vrchovina podcelku Vojenné. 

## Doprava
Územím vede silnice I / 11 ( Čadca - Žilina ), na kterou se zde napojuje silnice II / 520 do Lokca. Severojižním směrem vede i železniční trať Žilina - Mosty u Jablunkova, na kterou se v minulosti v Krásné připojovala úzkokolejná lesní železnice. Územím vede několik cyklostezek, mezi nimi Kysucká cyklomagistrála. 